# Brand-Nagelberg
Brand-Nagelberg – gmina targowa w Austrii, w kraju związkowym Dolna Austria, w powiecie Gmünd, w rejonie Waldviertel. Według Austriackiego Urzędu Statystycznego liczyła 1 626 mieszkańców (1 stycznia 2014).

## Współpraca
Miejscowość partnerska:
- Brunn am Gebirge, Dolna Austria